# Чептегеи, Джошуа
Джошуа Кипруи Чептегеи (англ. Joshua Kiprui Cheptegei; род. 12 сентября 1996 года, Капсевуи, Капчорва, Восточная область, Уганда) — угандийский легкоатлет, выступающий в беге на длинные дистанции, олимпийский чемпион 2020 года на дистанции 5000 метров, олимпийский чемпион 2024 года на дистанции 10 000 метров (единственный двукратный олимпийский чемпион в истории Уганды). Трёхкратный чемпион мира на дистанции 10 000 метров. Рекордсмен мира на дистанциях 5000 метров и 10 000 метров, а также на дистанциях 5 км и 15 км на шоссе.

## Спортивная биография
Родился в округе Капчорва Восточной области Уганды на границе с Кенией, в том же округе родился олимпийский чемпион и чемпион мира в марафоне Стивен Кипротич.
В начальной школе Джошуа играл в футбол и занимался прыжками в длину и тройным прыжком, позднее переключился на бег на длинные дистанции. Изучал литературу и языки в Кампале. Является служащим угандийской полиции.
20 июля 2013 года в возрасте 16 лет на чемпионате Уганды занял 4-е место в беге на 3000 метров с препятствиями, показав время 8.43.21.
16 марта 2014 года выступил на чемпионате Африки по кроссу, где занял 7-е место в забеге юниоров на 8 километров. 22 марта стал победителем Всемирной Универсиады по бегу по пересечённой местности, которая проходила в Энтеббе. 18 мая занял 2-е место на 10-километровом пробеге World 10K Bangalore.
1 июня 2014 года выиграл национальный чемпионат в беге на 5000 метров, показав время 12.51,19. 14 июня стал победителем соревнований Golden Spike в Лейдене на дистанции 10 000 метров — 27.56,26.
22 июля 2014 года стал победителем чемпионата мира среди юниоров в американском Юджине на дистанции 10 000 метров с результатом 28:32,86. На дистанции 5000 метров стал четвёртым с личным рекордом 13:32,84.
В марте 2015 года в Аддис-Абебе выиграл юниорский чемпионат Африки по лёгкой атлетике на дистанции 10 000 метров с рекордом турнира 29:58,70.
На дебютном в карьере чемпионате мира 2015 года в Пекине занял девятое место на дистанции 10 000 метров с результатом 27:48,89.
На Олимпийских играх 2016 года занял 8-е место на дистанции 5000 метров (13:09,17) и 6-е место на дистанции 10 000 метров (27:10,06, личный рекорд).
4 августа 2017 года на чемпионате мира в Лондоне в возрасте 20 лет завоевал серебро на дистанции 10 000 метров с результатом 26:49,94, уступив только Мо Фара. Чептегеи стал первым в истории угандийцем, который выиграл медаль чемпионата мира на дистанции 10 000 метров. Медаль Чептегеи стала единственной для Уганды на чемпионате мира 2017 года.
В апреле 2018 года на Играх Содружества в австралийском Голд-Косте выиграл золото на дистанциях 5000 м и 10 000 м.
18 ноября 2018 года на традиционном ежегодном забеге Zevenheuvelenloop в Неймегене установил мировой рекорд на дистанции 15 км на шоссе — 41:05. Для Чептегеи эта победа стала четвёртой подряд на забеге Zevenheuvelenloop (2015—2018), ранее никому не удавалось выиграть этот забег более трёх раз.
В марте 2019 года в датском Орхусе выиграл два золота на чемпионате мира по кроссу — в забеге мужчин на 10,24 км и в зачёте мужских команд.
6 октября 2019 года выиграл золото на дистанции 10 000 метров на чемпионате мира в Дохе с личным рекордом и лучшим результатом сезона в мире (26:48,36), опередив на финише Йомифа Кеджелчу из Эфиопии на 0,98 сек. Чептегеи стал четвёртым в истории чемпионом мира по лёгкой атлетике из Уганды после Доркус Индзикуру (2005, 3000 м с/п), Стивена Кипротича (2013, марафон) и Халимы Накаайи (2019, 800 м).
1 декабря 2019 года в Валенсии Джошуа установил мировой рекорд в беге на 10 км по шоссе (26:38), предыдущее достижение было установлено в 2010 году (26:44). 12 января 2020 года рекорд у Чептегеи отобрал 20-летний кениец Ронекс Кипруто (26:24). 16 февраля 2020 года в Монако Чептегеи установил мировой рекорд на 5 км на шоссе (12:51), предыдущий рекорд (13:00) был установлен в 2000 году.
14 августа 2020 года на соревнованиях Herculis в Монако установил мировой рекорд в беге на 5000 метров, показав время 12:35,36, превзойдя на 1,99 сек достижение Кененисы Бекеле, которое держалось более 16 лет. Пейсмейкерами Чептегеи были Стивен Кисса, Рой Хорнвег, Мэттью Рамсден. Кенениса Бекеле поздравил угандийца с новым рекордом.
7 октября 2020 года Чептегеи установил в Валенсии мировой рекорд на дистанции 10 000 м — 26:11.00, улучшив рекорд Кененисы Бекеле 2005 года более чем на 6 секунд.
На Олимпийских играх 2020 года в Токио (проходили летом 2021 года) занял второе место на дистанции 10 000 метров (27:43.63), сенсационно уступив 21-летнему Селемону Бареге. Спустя неделю Чептегеи выиграл олимпийское золото на дистанции 5000 метров с результатом 12:58.15, опередив канадца сомалийского происхождения Мохамеда Ахмеда.
В 2023 году на чемпионате мира по лёгкой атлетикев Будапеште Чептегеи выиграл золото в беге на 10000 метров с результатом 27:51,42.
На Олимпийских играх 2024 года в Париже Чептегеи завоевал золотую медаль на дистанции 10 000 метров с олимпийский рекордом (26:43:14).